# Monica Juma
Monica Juma (sinh năm 1954) là một nhà ngoại giao Kenya hiện đang giữ chức Bộ trưởng Ngoại giao kể từ ngày 26 tháng 1 năm 2018. Trước khi đảm nhiệm vị trí hiện tại, bà là Thư ký chính của Bộ Ngoại giao, từ ngày 12 tháng 1 năm 2016 đến ngày 26 tháng 1 năm 2018.

## Giáo dục
Monica có hai bằng được trao bởi Đại học Nairobi: Cử nhân Nghệ thuật và Thạc sĩ Nghệ thuật. Bằng Tiến sĩ Triết học (D.Phil.) Của bà được lấy từ Đại học Oxford ở Vương quốc Anh, nơi bà cũng đã nhận được Chứng chỉ về Nghiên cứu Người tị nạn.

## Sự nghiệp
Bà Juma có một sự nghiệp lâu dài trong ngành ngoại giao, từng là đại sứ đồng thời của Kenya tại Ethiopia, Djibouti, Liên minh châu Phi, Cơ quan liên chính phủ về phát triển (IGAD) và Ủy ban kinh tế Liên hợp quốc châu Phi (UNECA), có trụ sở ra khỏi Addis Ababa. Vào ngày 27 tháng 6 năm 2013, bà tuyên thệ nhậm chức Bộ trưởng Bộ Quốc phòng Kenya, phục vụ trong khả năng đó cho đến khi bà được chuyển đến Bộ Nội vụ Kenya, làm Thư ký Hiệu trưởng.

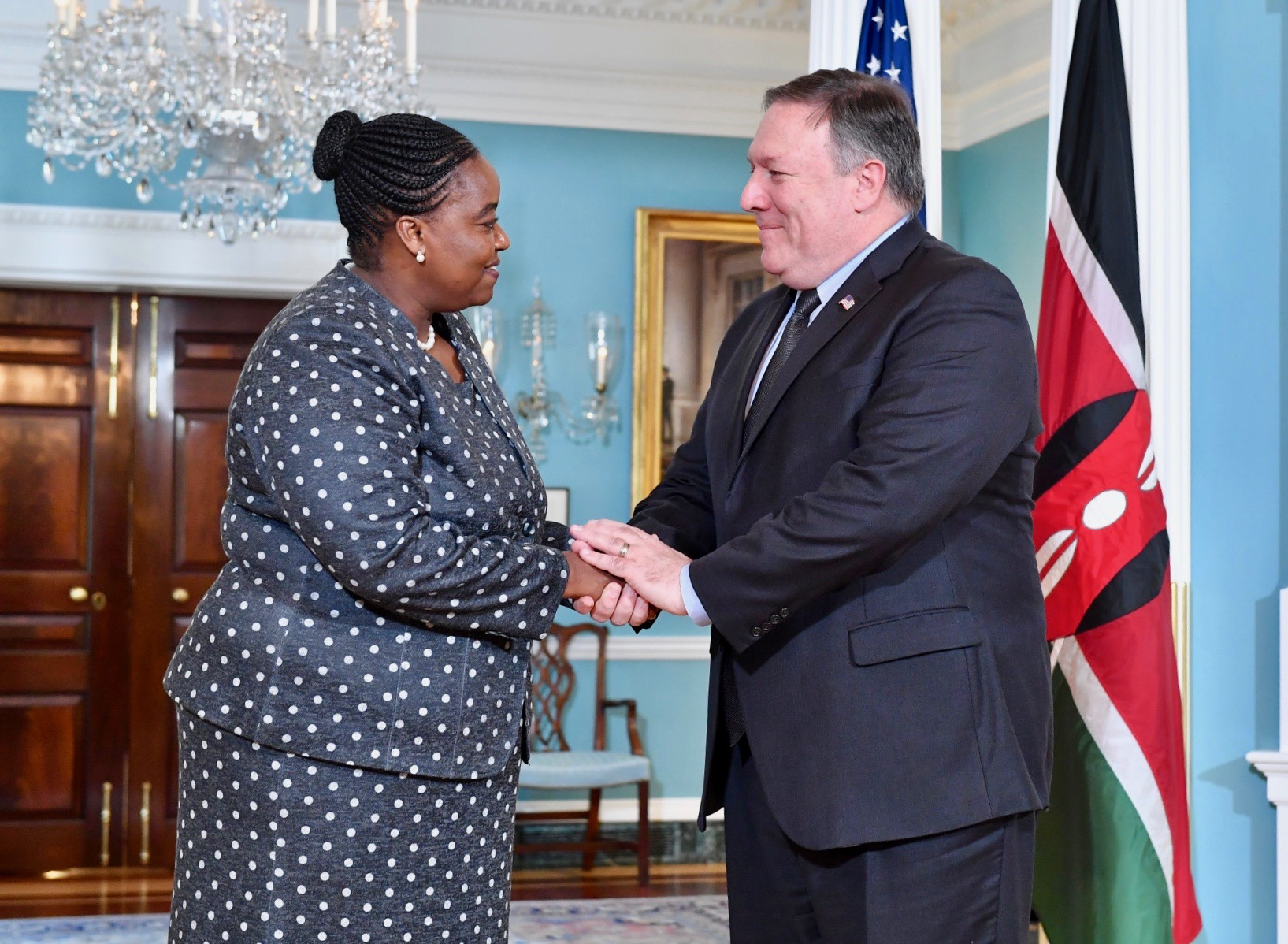
Juma và Mike Pompeo tại Washington DC, 2018

Vào tháng 6 năm 2015, Monica Juma đã được Tổng thống Uhuru Kenyatta đề cử làm Thư ký cho Nội các, nhưng Quốc hội đã từ chối đề cử của bà. Sau đó, bà được chuyển đến Bộ Ngoại giao, với tư cách là Thư ký Hiệu trưởng, một vụ chuyển nhượng không yêu cầu kiểm tra của quốc hội.

## Gia đình
Monica Juma là một người mẹ có hai con. Chồng bà là giáo sư. Peter Kagwanja, một nhà khoa học chính trị đồng thời là Giám đốc điều hành của Nairobi Think-Tank, Viện Chính sách Châu Phi.

## Những ý kiến khác
Tiến sĩ Monica Juma là một nghiên cứu viên cao cấp của Khoa Khoa học Chính trị, tại Đại học Pretoria ở Nam Phi. Bà cũng là một giảng viên phụ trợ tại Trung tâm Nghiên cứu Chiến lược Châu Phi của Đại học Quốc phòng, tại Washington DC, Hoa Kỳ. Bà đã viết và xuất bản rộng rãi về các chủ đề chuyên môn của mình.